# 8802 Negley
A 8802 Negley (ideiglenes jelöléssel (8802) 1981 EW31) a Naprendszer kisbolygóövében található aszteroida. Schelte J. Bus fedezte fel 1981. március 2-án.